# Mario Mattoli
Mario Mattoli  (Tolentino, Itália, 30 de Novembro de 1898 - Roma, Itália, 26 de Fevereiro de 1980) foi um cineasta italiano.

## Filmografia
- Tempo massimo (1934)
- Amo te sola (1935)
- L'uomo che sorride (1936)
- Sette giorni all'altro mondo (1936)
- La damigella di Bard (1936)
- Musica in piazza (1936)
- Gli ultimi giorni di Pompeo (1937)
- Questi ragazzi (1937)
- Felicita Colombo (1937)
- Nonna Felicita (1938)
- L'ha fatto una signora (1938)
- Il destino (1938)
- La dama bianca (1938)
- Ai vostri ordini, signora (1939)
- Eravamo sette vedove (1939)
- Imputato, alzatevi! (1939)
- Mille chilometri al minuto (1939)
- Lo vedi come sei... lo vedi come sei? (1939)
- Abbandono (1940)
- Il pirata sono io! (1940)
- Non me lo dire! (1940)
- Luce nelle tenebre (1941)
- Ore 9 lezione di chimica (1941)
- Voglio vivere così (1942)
- Catene invisibili (1942)
- I tre aquilotti (1942)
- La donna è mobile (1942)
- Labbra serrate (1942)
- Stasera niente di nuovo (1942)
- La valle del diavolo (1943)
- La vispa Teresa (1943)
- Ho tanta voglia di cantare (1943)
- L'ultima carrozzella (1943)
- Circo equestre Za-bum (1944)
- La vita ricomincia (1945)
- Partenza ore 7 (1946)
- I due orfanelli (1947)
- Totò al giro d'Italia (1948)
- Fifa e arena (1948)
- Il fiacre n. 13 (1948)
- Assunta Spina (1948)
- Signorinella (1949)
- I pompieri di Viggiù (1949)
- Adamo ed Eva (1949)
- Totò Tarzan (1950)
- L'inafferrabile 12 (1950)
- Il vedovo allegro (1950)
- I cadetti di Guascogna (1950)
- Totò sceicco (1950)
- Vendetta... sarda (1951)
- Totò terzo uomo (1951)
- Il padrone del vapore (1951)
- Arrivano i nostri (1951)
- Anema e core (1951)
- Accidenti alle tasse!! (1951)
- Cinque poveri in automobile (1952)
- Un turco napoletano (1953)
- Siamo tutti inquilini (1953)
- Il più comico spettacolo del mondo (1953)
- Due notti con Cleopatra (1953)
- Totò cerca pace (1954)
- Il medico dei pazzi (1954)
- Miseria e nobiltà (1954)
- L'ultimo amante (1955)
- Le diciottenni (1955)
- I giorni più belli (1956)
- Peppino, le modelle e chella là (1957)
- Totò, Peppino e le fanatiche (1958)
- Come te movi, te fulmino! (1958)
- Tipi da spiaggia (1959)
- Prepotenti più di prima (1959)
- Non perdiamo la testa (1959)
- Guardatele ma non toccatele (1959)
- Signori si nasce (1960)
- Un mandarino per Teo (1960)
- Appuntamento a Ischia (1960)
- Totò, Fabrizi e i giovani d'oggi (1960)
- Sua Eccellenza si fermò a mangiare (1961)
- Maciste contro Ercole nella valle dei guai (1961)
- Appuntamento in Riviera (1962)
- 5 marines per 100 ragazze (1962)
- Obiettivo ragazze (1963)
- Cadavere per signora (1964)
- Per qualche dollaro in meno (1966)

## Ligações Externas
Mario Mattoli. no IMDb.